# Szlarnik złotobrewy
Szlarnik złotobrewy (Zosterops semiflavus) – gatunek małego ptaka z rodziny szlarników (Zosteropidae). Występował endemicznie na Mary Anne Island (Seszele), być może również na kilku pobliskich wyspach. Wymarł najprawdopodobniej pod koniec XIX wieku.

## Taksonomia
Po raz pierwszy gatunek opisał Edward Newton w 1867 na łamach „The Ibis”. Holotyp został pozyskany przez Neville’a, który widząc stado około tuzina szlarników odstrzelił parę dla Newtona. Autor nadał nowemu gatunkowi nazwę Zosterops semiflava. Obecnie (2021) Międzynarodowy Komitet Ornitologiczny podtrzymuje tę klasyfikację, jedynie z innym epitetem gatunkowym – semiflavus. Autorzy Handbook of the Birds of the World również uznają szlarnika złotobrowego za odrębny gatunek. Wcześniej niektórzy autorzy uznawali szlarnika złotobrewego za podgatunek szlarnika malgaskiego (Z. maderaspatanus), dokładniej jego podgatunku niekiedy podnoszonego do rangi gatunku – szlarnika żółtopierśnego (Z. (m.) mayottensis). Klasyfikację taką zastosowano na przykład w Check-list of birds of the world (1967). Od szlarników malgaskich złotobrewe odróżniają mniejsze rozmiary ciała i upierzenie. Wcześniejszym sugestiom bliskiego pokrewieństwa między szlarnikiem złotobrewym a afrykańskimi szlarnikami zaprzeczyły wyniki badań mtDNA z 2006. Szlarnik złotobrewy okazał się być częścią kladu szlarników o azjatyckim pochodzeniu.
Okazy muzealne przechowywane są w zbiorach w Tring i Cambridge.

## Morfologia
Długość ciała wynosiła około 10 cm. Upierzenie w większości było żółtozielone, boki ciała wyróżniały się kasztanową barwą. Obecna biała obrączka oczna. Czoło i brew żółte, ciemię i grzbiet żółtooliwkowe, skrzydła i ogon czarne, a spód ciała jasnożółty.

## Zasięg
Wiadomo, że szlarnik złotobrewy występował na Mary Anne Island. Newton twierdził, że mieszkańcy wysp przekazali mu informację o występowaniu szlarników na innych wyspach – Silhouette, Praslin i La Digue. Z drugiej strony zarządca plantacji palm kokosowych na Silhouette przekazał później Newtonowi, że z pewnością szlarników na wyspie nie ma, zaś Newton nie był w stanie ich zlokalizować. Był przekonany, że widział szlarniki złotobrewe na Mahé. Możliwe, że podczas ekspedycji Mariona Dufresne (druga połowa XVIII wieku) szlarniki złotobrewe widziane były na South-East Island (współcześnie połączona z Mahé). O zwyczajach szlarników złotobrewych nie wiadomo nic ponad to, że żyły w grupach.

## Status
IUCN uznaje szlarnika złotobrewego za gatunek wymarły (EX, Extinct). Ostatni okaz pozyskał Abbott 11 kwietnia 1892. Poszukiwania w 1940 nie przyniosły rezultatów i wówczas gatunek był już wymarły. Najprawdopodobniej szlarniki złotobrewe wyginęły między 1892 a 1900. Zagrożeniem dla nich było wylesianie pod uprawy palm kokosowych, drapieżnictwo ze strony szczurów śniadych (Rattus rattus) i konkurencja z ptakami wprowadzonymi na wyspy.